# وسيم (اسم)
وسيم هو اسم علم مذكر من أصل عربي، ومعناه هو الحسن الوجه، من الوسامة وهي أثر الحسن.

## شخصيات تحمل الاسم
- وسيم أكرم (لاعب كركيت باكستاني، 3 يونيو 1966[3] – )
- وسيم البزور (لاعب كرة قدم أردني، 24 نوفمبر 1979 – )
- وسيم البنا (لاعب كرة قدم دنماركي، 10 مايو 1979[4] – )
- وسيم الحريصي (5 يناير 1986 – )
- وسيم السيسي (6 نوفمبر 1956 – )
- وسيم جعفري
- وسيم سجاد (30 مارس 1941 – )
- وسيم علماوي
- وسيم نوارة (لاعب كرة قدم تونسي، 26 يناير 1986[5] – )
- وسيم يوسف (داعية إسلامي أردني، 29 يوليو 1982 – )

## وصلات خارجية
- موسوعة السلطان قابوس لأسماء العرب